# 上甘岭 (电影)
《上甘岭》是中华人民共和国长春电影制片厂于1956年摄制的战争电影（黑白），讲述的是朝鲜战争中的上甘岭战役。
该片主题曲是《英雄颂》，其插曲《我的祖国》成为中华人民共和国的红色经典歌曲。
中国电影资料馆于2020年10月25日宣布已完成本片的4K修复，并以专场上映。

## 演职员表
- 编剧：林杉、沙蒙、曹欣、肖予
- 导演：沙蒙、林杉
- 摄影：周达明
- 主演：高保成、徐林格、刘玉茹
- 音乐：乔羽（作詞）、刘炽（作曲）、郭兰英（演唱）、陈维文（指挥）、邱里（指挥）、金正平（指挥）
- 美术：刘学尧、周昔非